# Heinz Rudolf Kunze
Heinz Rudolf Erich Arthur Kunze (Espelkamp, 30 novembre 1956) è un cantante, scrittore, cantautore e traduttore musicale tedesco.
Artista rock, Kunze ha pubblicato finora (al 21 febbraio 2020) 489 canzoni e, secondo le sue stesse dichiarazioni, ha scritto circa 5.000 testi, di cui più di 1.900 sono stati pubblicati. Kunze è stato occasionalmente correlato a progetti come docente attivo per diverse università. Il suo più grande successo è stato Dein ist mein ganzes Herz (da non confondere con l'omonima canzone dell'operetta Das Land des Lächelns) nel 1985.

## Biografia e carriera
Kunze è nato nel campo profughi di Espelkamp vicino a Minden. La sua famiglia era stata espulsa da Guben (Lusazia, oggi parzialmente Polonia). Suo padre, ufficiale delle Waffen-SS e prigioniero di guerra di lunga data, era tornato solo nello stesso anno. Kunze ha iniziato la sua carriera artistica il 9 novembre 1980 quando è diventato famoso come cantante. HRK, come viene spesso chiamato, ha anche scritto libri e ha tradotto musical in tedesco. Nel 2002, Kunze ha narrato Piktors Verwandlungen, un pezzo di 40 minuti della band tedesca Anyone's Daughter tratto da una fiaba di Hermann Hesse, durante un festival in onore del defunto premio Nobel nella sua città natale Calw. Nella selezione nazionale per la Germania all'Eurovision Song Contest 2007, il cantautore ha partecipato con Die Welt ist Pop, classificandosi 3º. Dal 2014 Kunze si è cimentanto anche come interprete di canzoni per bambini.

## Vita privata
Kunze è stato sposato dal 1981 al 2009 e ha un figlio e una figlia adulti. Nel 2009 si è sposato per la seconda volta; Sua moglie Gabriele ha un figlio dal precedente matrimonio e due figlie adulte. La coppia vive a Bissendorf vicino ad Hannover. È stato anche membro dell'SPD per molti anni, ma si è dimesso dal partito a causa della riforma ortografica tedesca del 1996. Heinz Rudolf Kunze è un sostenitore della squadra di calcio Werder Bremen e ha contribuito a redigere una canzone per il doppio album Lauter Werder, Das ist mein Vereinche che è stato pubblicato nel 2019.

## Discografia

### Album in studio (selezione)
- 1981 – Reine Nervensache
- 1982 – Eine Form von Gewalt
- 1983 – Der schwere Mut
- 1984 – Ausnahmezustand
- 1985 – Dein ist mein ganzes Herz
- 1986 – Wunderkinder
- 1991 – Brille
- 1994 – Kunze: Macht Musik
- 1999 – Korrekt
- 2001 – Halt
- 2005 – Das Original
- 2007 – Klare Verhältnisse
- 2013 – Stein vom Herzen
- 2016 – Deutschland
- 2016 – Meisterwerke:Verbeugungen

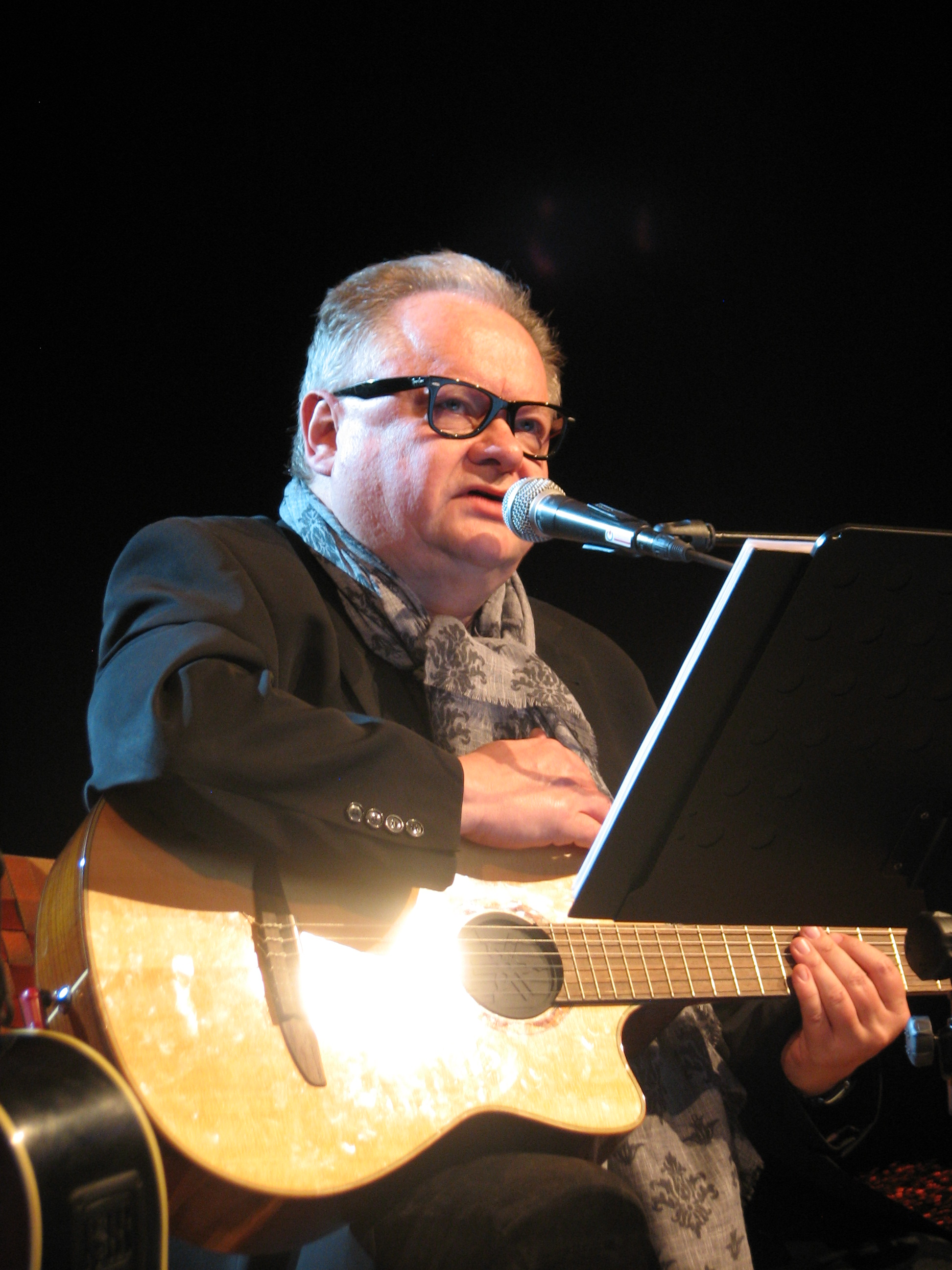
Heinz Rudolf Kunze nel 2017

- 2018 – Schöne Grüße vom Schicksal
- 2020 – Der Wahrheit die Ehre

### Singoli (selezione)
- 1985 – Dein ist mein ganzes Herz
- 1989 – Alles was sie will
- 1991 – Alles gelogen
- 1992 – Finderlohn
- 1994 – Leg nicht auf
- 1999 – Aller Herren Länder
- 2008 – Langere Tage

## Musical
- 1987 – Les Misérables (traduzione in tedesco)
- 1994 – Miss Saigon (Versione tedesca: traduzione di HRK)
- 1996 – Joseph and the Amazing Technicolor Dreamcoat (Versione tedesca: traduzione di HRK)
- 1999 – RENT (Versione tedesca: traduzione di HRK)
- 2003 – Ein Sommernachtstraum (da Shakespeare, HRK insieme a Heiner Lürig)
- 2004 – POE — Pech und Schwefel (HRK insieme a Frank Nimsgern)
- 2007 – Kleider machen Liebe – oder: Was ihr wollt (da Shakespeare, HRK insieme a Heiner Lürig)

## Opere

### Letteratura
- 1991 – Sternzeichen Sündenbock
- 1994 – Der Golem aus Lemgo
- 2002 – Wasser bis zum Hals steht mir
- 2006 – Kommando Zuversicht

### Libri (selezione)
- 1984 – Deutsche Wertarbeit — Lieder und Texte 1980–1982
- 1986 – Papierkrieg — Lieder und Texte 1983–1985
- 1992 – Mucken und Elefanten — Lieder und Texte 1986–1991
- 1997 – Heimatfront — Lieder und Texte 1995–1997
- 1999 – heinz rudolf kunze: agent provocateur
- 2005 – Artgerechte Haltung — Lieder und Texte 2003–2005

da altri
- 2005 – Silbermond samt Stirnenfuß — HRK Texte und Musik von 1980 bis 2005 di Holger Zürch
- 2007 – Heinz Rudolf Kunze — Meine eigenen Wege. Die Biographie di Karl-Heinz Barthelmes